# Madusari (Siman)
Madusari is een bestuurslaag in het regentschap Ponorogo van de provincie Oost-Java, Indonesië. Madusari telt 2307 inwoners (volkstelling 2010).